# 牧師
牧師（ぼくし）とは、キリスト教のプロテスタントの教職者（教役者）。その地位は、各教派によって異なる。英語・ドイツ語等では Pastor と言い、ラテン語の「牧者（羊飼い）」に由来する。

## 牧師の定義
プロテスタント教会の牧師についての定義は、教派によって様々である。そのためプロテスタントの全宗派に共通する定義を下すことはできない。以下の説明はごく一般的なものである。

### 牧師の職務
牧師は礼拝・説教・牧会・宣教その他教会の事務的な管理運営などを職務とする。牧師は教会における教育者として信仰上の指導や訓練を履践する第一義的な立場にある者とされる。
「牧師」は按手礼を受領し、三位一体の神と教会とに仕え、礼拝において説教をし、聖礼典を執行し信徒を牧会する務め（教会担任教師）をなす者（だか、按手礼に関し、聖書的根拠はない）。したがって、特定教会に属さない巡回説教者、ミッションスクールの聖書科教師（教務教師）、教会担任教師を隠退した者（隠退教師）などは、按手礼を受領し、教師資格を保持していても厳密な意味での牧師ではない。
規模の大きな教会では数人の教職者を擁することがある。その場合、筆頭者を主任担任教師、または主任牧師と言い、それにつづく教師を副牧師と称する場合がある。しかし、副牧師という職制は存在しない（副牧師としての按手礼は存在しない）ため、主任牧師も副牧師も共に一牧師であるとの神学的理解から、意識的に副牧師という表現を避ける教会もある。
日本基督教団は二重教職制を採用し、聖礼典を執行する資格のない教職（補教師）の教会担任教師を伝道師と言って区別している。

### 牧師の呼称
プロテスタント教会では、聖徒の交わりのうちにあって立てられた役務としての牧師であり伝道師として理解するため、上位聖職者、下位聖職者というような理解は適切ではない。
一般の認識とは異なり、牧師は教会内部では聖職者と呼ばれない。これは牧師職が聖性を欠くからではなく、プロテスタントの万人祭司の強調から、牧師個人を聖性において会衆と区別するかの如き呼称をよしとしないからである。プロテスタント教会では牧師を教職者と言うか、教派共通語として教役者と言うことが一般的である。

## 呼称と役職の教派別対照表
以下の対照表は教派ごとに異なる教役者の呼称についてのものであるが、そもそも司祭と牧師は位置づけ・理解が異なるものであり、日本語以外の言語でも異なる名称が用いられている。他言語では同じ言葉を使っていても、日本語では教派ごとに別の訳語を用いているようなもの（例: 英語の"deacon"につき、正教会は「輔祭」、カトリック教会は「助祭」、聖公会は「執事」の訳語をあてている）とは違い、例えば英語では牧師は"Pastor"であり、司祭は"Priest"である。Pastorはカトリック教会では主任司祭であることにも、両者について等しい役割を持つ者とは捉えられていないことが表れている。
| 教派・組織 | 正教会   | カトリック教会 | 聖公会                 | プロテスタント | 学校に喩えると |
| ---------- | -------- | -------------- | ---------------------- | -------------- | -------------- |
| 職位/資格  | 司祭     | 司祭           | 司祭                   | （正教師）     | 教諭           |
| 役職       | 管轄司祭 | 主任司祭       | 牧師 （Rector, Vicar） | 牧師（Pastor） | 担任           |
| 呼称       | 神父     | 神父           | 司祭/先生/ 師/（神父） | 牧師/先生/師   | 先生           |

1. ↑  日本基督教団などにおいて[5]。聖職位ではなくあくまで「資格」であり、概念は司祭（Priest）とは全く異なる。
2. ↑  概念および原語はプロテスタントの牧師（Pastor）とは異なり、一個教会の司牧責任者たる司祭または主教のことを指す。詳細は「#聖公会の牧師」参照。また、大韓聖公会では「牧師（목사）」という語は用いられない[6]。
3. ↑  聖公会における「牧師（Rector, Vicar）」が一時的な「役職」であるのに対して、プロテスタントにおける「牧師（Pastor）」は基本的には一生保たれる、「職位」に近い面もある[7]。
4. ↑  コンスタンティノープル総主教庁系列などの一部の正教会では輔祭の敬称としても用いられる[8]。
5. ↑  聖公会の司祭やプロテスタント教会の牧師が「先生」という敬称で呼ばれるのはあくまで口頭の呼びかけなど非公式な敬称であるが、カトリック教会において神父という敬称は公の文書などにも用いられる正式な敬称である[9]。
6. 1 2  かしこまった文書において、名前の後に敬称として付加する。
7. ↑  英語圏では「Father」という敬称は比較的広く使われる[10]が、日本では稀で、修道司祭を神父と呼ぶケースにほぼ限られる[11][12]。同じ漢字文化圏でも、ハイ・チャーチの影響が強い大韓聖公会では「神父（신부）」という敬称が広く使われており[6]、「女性神父（여성 신부）」なる語さえある[13]。（ただし、韓国語では「婦」も「父」と同じ発音・同じハングル表記である。）

## 正教やカトリック等の司祭との差異と共通点
カトリック教会では主任司祭が、正教会では管轄司祭が、牧師（主任担任教師）の職掌である「特定の教会の司牧（宗教的指導）」を行っている。プロテスタントの牧師が聖職者とは呼ばれず教職者または教役者と呼ばれるのに対し、正教会・カトリック教会・聖公会では聖職者と呼ばれる。

### 結婚
ローマ・カトリック（東方典礼カトリック教会を除く）の司祭と違い、牧師は結婚できる。そもそも万人祭司の考え方を取るプロテスタントでは、牧師を聖職者とみなす概念が薄いため、独身制という考え方自体が成り立たない。独身である牧師ももちろんいるが、それは宗教上の理由ではなく、主として個人的理由である。家庭を持つことで、夫婦間や子育て・育児についての悩みに共感できることが、結婚する利点として挙げられる。結婚は創造の秩序であるから、男性の牧師は結婚することが望まれており、神学校の中には独身者の入学を断るところもある。
正教会では神品機密を受け輔祭になる前なら結婚できる。したがって正教会の独身の司祭は結婚できないが、家庭をもつ正教会の司祭もいる。

### 婦人教役者
カトリック教会に女性の司祭は未だ存在しないが、プロテスタントの場合、教派によっては女性の牧師を正式に認めている。日本における女性牧師の嚆矢は、日本基督教会の富田満の動議による1933年12月5日の高橋久野と、翌年1934年の植村正久の娘の植村環の按手であるが、彼女は世界的にも最初期の女性牧師の一人である。日本の牧師の女性比率の高さに鑑みるに、日本プロテスタント伝道史の初期に彼女が存在した意義は大きいとも考えられる。日本基督教団は戦時中から多くの女性牧師を採用し、教会で語らせた。また、主の十字架クリスチャン・センターにも女性牧師が多く、女性が用いられる教会であることを強調している。一方、美濃ミッションのセディ・リー・ワイドナー宣教師は、婦人牧師は非聖書的であるとして、自ら牧師にならなかった。
宗教改革者マルティン・ルターやジャン・カルヴァンは婦人の牧師を認めていなかった。チャールズ・スポルジョンも婦人の牧師を認めなかった。婦人牧師を認めるか否かはいまだプロテスタント教会でも議論があり、マーティン・ロイドジョンズや南部バプテスト連盟、日本バプテスト連合などは婦人牧師を認めていない。一方で、救世軍などのように設立当初から女性牧師を積極的に認め、時に教団代表に就任させている教派もある。
日本聖公会の『聖公会の信仰と職制を考える会』の主教は4名の連名で声明を出し、「特別に男性の中から主教を聖別し、また司祭職を男性に限って」来たことは、神の創造の秩序と関わりがあるとしている。
正教会にあっては神品 (正教会の聖職)の任に就くことがない女性も、女性伝教師となっている事例が存在する。ただし日本正教会には現在、女性伝教師は存在しない。
近現代に入り、正教会でかつて女性輔祭が存在し、大きな役割を与えられていたことについての研究もなされている。ロシア正教会では1917年のロシア革命直前期において行われていたロシア正教会公会準備期間中に、女性輔祭制度復活については真剣に討議されていた。しかしながらロシア革命とその後の共産主義政権による弾圧によって、この公会準備期間において討議されていたいくつかの改革案とともにこれは頓挫した。
一方で、東方正教会の一部にはギリシアを中心に古代から「女輔祭」という職分を任じる伝統があるが、これは副輔祭と同様の役割を荷うものであり、輔祭とは基本的に役割と地位を異にする。

## 聖公会の牧師
聖公会では、各個教会を司牧する責任者を牧師（Rector, Vicar）と呼ぶ。従って、牧師は役職名であり、聖職者の職位として司祭以上の聖職按手を受けた者がこれに就任する。カトリック教会の主任司祭がこれに対応する。主教が牧師となる場合もあるが、主教職は多忙のため、主教座聖堂であっても主教が牧師であるとは限らず、その主教の下の司祭が牧師であることが多い。肩書きとしては、「○○教会牧師　司祭　教名　姓・名」と表記する。聖公会では女性も聖職者に按手・叙任されうるので、女性牧師もいる（女性聖職者の任職や按手・叙任を行っていない管区・教区もある）。
一人の司祭（または主教）が複数の個教会の司牧を兼任する場合もあり、主として司牧する教会以外の教会を補欠的に司牧する者は「管理牧師」と呼ばれる。また、１つの教会に複数の司牧者がいる場合もあり、主席司牧者以外の補助的司牧者は副牧師（Curate）と呼ばれる。
聖職者（主教・司祭・執事）の按手・叙任は「聖奠的諸式」（Sacramental Rites）すなわち聖奠（サクラメント）に準ずる神秘的儀礼とされ、「魂の刻印」と見なされるため、教会での教導職を退いたのちも、原則的に逝去するまでその地位は保たれる。それに対して、「牧師」はあくまで役職であるため、任が解かれたら牧師ではなくなる。
このように、聖公会における「牧師」はプロテスタント用語の牧師（Pastor）とは本質的に意味合いが異なり、呼称としても「牧師」と呼ぶケースは少ない。多くの教会では「司祭」あるいは「先生」と呼ぶ。また、司祭に対する敬称として「神父」と呼ぶ場合も稀にある。
なお、同じ漢字文化圏でも、韓国の大韓聖公会では「牧師（목사）」という語は用いられない。

## 福音使
日本ホーリネス教会では、1928年4月の第十年会以降、中田重治監督の方針で牧師を福音使と呼んだ。牧師の福音を伝える役目を強調した名称である。中田自身もホーリネス分裂事件後に自らを一福音使と呼んでいる。
中田は、「福音使は信徒に代わって伝道するもの故、教会の伝道費中より生活費を得べきこと」と述べている。

## 牧師の養成
教派によって違うが、一般的に、教派指定の神学校に通い、聖書、神学、ヘブライ語、ギリシャ語、ラテン語、アラム語、コプト語、カウンセリング、教会音楽などを学び、卒業後、試験に合格した者が伝道師となる。神学校は公に認可された大学の神学部や専門学校、各種学校である場合も、公の学校制度の枠外にある教団の学校（宗教法人立や私塾など）である場合もある。日本基督教団は二重教職制を持ち、伝道師として、キャリアを積み試験に合格した者が按手を受けて牧師となる。二重教職制を敷かない教派はいきなり牧師となるが、通常は主任牧師が既にいる教会の副牧師として経験を積む。
また、一部的中華系、アフリカ系、さらにアメリカの教会でも、神学校制度に反対し、師弟制及び所属する教会が開発した神学教育課程を利用して教役者を訓練している。

## 牧師の服装例
- ドイツのルター派（福音主義教会）牧師
- 米国のルター派（ミズーリ・シノッド（英語版））牧師
ローマ・カトリックや聖公会と同様、アルブの上に典礼色のストールを着用している
- ジュネーヴ・ガウンを着用した長老派牧師